# 神本千佳
神本 千佳（かみもと ちか、1987年8月12日 - ）は、日本の元女子バレーボール選手。

## 来歴
富山県南砺市出身。小学校6年生で既に身長が162cmあったことや仲の良い友人の誘いによりバレーボールを始める。当初のポジションはライト。
また、同年に観戦した全日本のバレーボールの試合で、将来は全日本のベテランセッターでもある竹下佳江のトスを打てるような選手になりたいという夢を周囲に話していたという。
バレーボールは中学に進学しても続ける。当時の体型はかなり痩せており、また、成長期に伴い、急激な成長痛と重度の貧血に悩まされ、厳しい練習についていくのがやっとだった。中学2年にポジションをライトからセンターに。身長を生かしたプレイで、中学3年の時には、日韓スポーツ交流事業の一環として富山県代表にも選ばれ、韓国戦を戦い抜いた。
高校はスポーツ推薦で高岡商業高校に進学。春高バレーベスト8。第41回北信越高等学校バレーボール選手権大会で準優勝。国体・インターハイなどに出場しベスト16の成績を残す。
2006年、高校卒業後はすぐに実業団チームであるJTマーヴェラスに入団。小学校の頃の夢である竹下と同じチームに所属したことで同時に小学校の頃抱いていた夢が叶う。
182cmの長身を生かしたブロックと速攻が持ち味で、2007年8月にプレミアリーグ開幕デンソー戦でスタメンデビューを果たした。
2010年5月末に引退した。

## 所属チーム
- 城端小
- 城端中
- 富山県立高岡商業高等学校
- JTマーヴェラス（2006-2010年）